# Dilobar Saydullaeva
Dilobar Saydullaeva (7 de abril de 1988) es una deportista uzbeka que compitió en taekwondo. Ganó dos medallas en el Campeonato Asiático de Taekwondo en los años 2010 y 2012.

## Palmarés internacional
| Campeonato Asiático | Campeonato Asiático          | Campeonato Asiático | Campeonato Asiático |
| Año                 | Lugar                        | Medalla             | Categoría           |
| ------------------- | ---------------------------- | ------------------- | ------------------- |
| 2010                | Astaná (Kazajistán)          | Medalla de plata    | –67 kg              |
| 2012                | Ciudad Ho Chi Minh (Vietnam) | Medalla de bronce   | –57 kg              |